# Afet Ilgaz
Pour les articles homonymes, voir Ilgaz (homonymie).
 (janvier 2024).
La mise en forme du texte ne suit pas les recommandations de Wikipédia : il faut le « wikifier ».
Les points d'amélioration suivants sont les cas les plus fréquents. Le détail des points à revoir est peut-être précisé sur la page de discussion.
- Les titres sont pré-formatés par le logiciel. Ils ne sont ni en capitales, ni en gras.
- Le texte ne doit pas être écrit en capitales (les noms de famille non plus), ni en gras, ni en italique, ni en « petit »…
- Le gras n'est utilisé que pour surligner le titre de l'article dans l'introduction, une seule fois.
- L'italique est rarement utilisé : mots en langue étrangère, titres d'œuvres, noms de bateaux, etc.
- Les citations ne sont pas en italique mais en corps de texte normal. Elles sont entourées par des guillemets français : « et ».
- Les listes à puces sont à éviter, des paragraphes rédigés étant largement préférés. Les tableaux sont à réserver à la présentation de données structurées (résultats, etc.).
- Les appels de note de bas de page (petits chiffres en exposant, introduits par l'outil «  Source ») sont à placer entre la fin de phrase et le point final[comme ça].
- Les liens internes (vers d'autres articles de Wikipédia) sont à choisir avec parcimonie. Créez des liens vers des articles approfondissant le sujet. Les termes génériques sans rapport avec le sujet sont à éviter, ainsi que les répétitions de liens vers un même terme.
- Les liens externes sont à placer uniquement dans une section « Liens externes », à la fin de l'article. Ces liens sont à choisir avec parcimonie suivant les règles définies. Si un lien sert de source à l'article, son insertion dans le texte est à faire par les notes de bas de page.
- La présentation des références doit suivre les conventions bibliographiques. Il est recommandé d'utiliser les modèles {{Ouvrage}}, {{Chapitre}}, {{Article}}, {{Lien web}} et/ou {{Bibliographie}}. Le mode d'édition visuel peut mettre en forme automatiquement les références.
- Insérer une infobox (cadre d'informations à droite) n'est pas obligatoire pour parachever la mise en page.

Pour une aide détaillée, merci de consulter Aide:Wikification.
Si vous pensez que ces points ont été résolus, vous pouvez retirer ce bandeau et améliorer la mise en forme d'un autre article.
 (janvier 2024).
Afet Ilgaz est une écrivaine et romancière turc.

## Biographie
Afet Ilgaz est née en 1937 dans le distric d’Ezine de Çanakkale, dans une famille d'immigrants tatars de Crimée . Elle a passé son enfance à Kars et Iğdır grâce au travail de son père. Elle a qualifié ces villes de villes de rêve et a déclaré que c'était les endroits où se produisaient ses meilleurs souvenirs . Elle est diplômé de l'école de formation des enseignants de Çapa (1954) et du Çapa Education Institute, Département de littérature (1956). Après l'université, elle a travaillé pendant plusieurs années comme professeur de turc à Izmit, Kırklareli - Pınarhisar et Istanbul. En 1968, elle épouse un autre écrivain turc, Rıfat Ilgaz .
Elle a commencé le journalisme et a écrit dans le journal Dünya en 1954. Son premier article a été publié dans le magazine Yücel en 1955. Plus tard, elle a écrit des articles dans les magazines Türk Dili, Varlık, Istanbul, Yeditepe, Gelen, Yansıma, Sanat et Sosyal ainsi que dans Cumhuriyet, Yeni İstanbul et Yeni Gazete,.
Après l’histoire, elle s’est tournée vers le roman. Son premier roman, Eşiktekiler, est publié en 1960. Elle a également écrit des romans pour enfants. Le roman pour enfants Annem Annem a été adapté en série télévisée sur TRT en 1979, et Toprak İnsanları a été transformé en série télévisée en 1987 ,.
Bien qu’elle ait écrit des œuvres dans la ligne socialiste dans la première période de son écriture, elle a adopté une approche conservatrice de l’art depuis les années 1990. Dans l'un de ses articles, elle déclarait que les œuvres de l'écrivain nationaliste et islamiste Seyyid Ahmet Arvasi l'avaient grandement influencé. En conséquence, elle a commencé à écrire dans des magazines et des journaux islamiques. Elle a partagé ses points de vue et ses interprétations artistiques avec ses lecteurs en écrivant des articles dans les journaux Yeni Şafak, Milli Gazete et Yeniçağ. Elle a été élu membre du conseil municipal d'Istanbul du Parti de la Vertu lors des élections locales d'avril 1999 ,.
Dans ses romans, elle aborde le sujet des femmes et inclut des questions liées aux femmes. Elle a défini l'art comme  'le talent plus le travail' et a écrit dans la lignée du réalisme social dès sa première histoire ,.
Elle est morte à Istanbul le 16 janvier 2015 et a été enterrée au cimetière de Yedikule ,.

## Livres

### Histoire
- Ahmet Beylerin Bedriye (1963)
- Başörtülüler (1964)
- Toprak (1968)
- Toprak İnsanları (1971)
- Halk Hikâyeleri (1972)
- Çeribaşı Aptullah’la İdamlık İsmail (1974)
- Ölü Bir Kadın Yazar (1983)
- Kazdağı Öyküleri (2000)

### Roman
- Eşiktekiler (1960)
- Aşamalar (1977)
- Sendika (1987)
- Garip Bir Dünya (1987)
- Bir Feministin Doğruya Yakın Portresi (1988)
- Âd Semûd Medyen (1991)
- Yol (1993)
- Yolcu (1994)
- Menekşelendi Sular (1997)
- Ermiş (2000)
- Sorgu ve Derviş (2010)

### Roman pour enfants
- Annem Annem (1972)
- Değişen Sevgiler (1976)
- Çocuklar da Savaştı (1979)
- Filiz Büyüyor (1991)
- Karadaylak (1991)

### Histoires pour enfants
- Çanakkale İçinden (2007)

### Essai
- İbnü’l- vakt (2000)
- Ateş Denizinde Yol Alan Gemi (2002)
- İkindi Güneşi/ Direnişe ve Dirilişe Dair Denemeler (2003)
- Vahiy Sürecinde Kadın (2004)
- Statükocu Dana (2005)
- Yarım Kalan Devrim (2009)
- 11 Zabit 11 Subay (2009)

### Biographie
- Kadın Oradaydı (2012)

### Voyage
- İtalya Mektupları (1962)

### Traduction
- En Güzel İtalyan Hikâyeleri (1962)

## Prix
- 1960, Törehan, Sanat ödülü (Eşiktekiler)
- 1965, Türk Dil Kurumu, Hikâye ödülü (Başörtülüler)
- 1993, Türkiye Yazarlar Birliği, Yılın Romanı ve Romancısı ödülü (Yol).